# Rahel-Varnhagen-von-Ense-Medaille
Die Rahel-Varnhagen-von-Ense-Medaille, Eigenschreibweise: Rahel Varnhagen von Ense-Medaille, ist ein Literaturpreis der Stadt Berlin.
Die undotierte Medaille wird seit 1993 von der Senatsverwaltung für Wissenschaft, Forschung und Kultur und der Stiftung Preußische Seehandlung unregelmäßig an Autoren und Übersetzer und an Persönlichkeiten, die sich um das literarische Leben in Berlin verdient gemacht haben, vergeben. Stifter ist das Land Berlin. Es ist keine Bewerbung möglich. Der Preis wird zusammen mit einer Urkunde von einem Stiftungsvertreter überreicht.
Die Medaille wurde von Marek Lipowski gestaltet und soll an die Berliner Schriftstellerin und Salonière Rahel Varnhagen von Ense (1771–1833) erinnern.

## Preisträger (Auswahl)
- Gerhard Wolf und Christa Wolf (1994)
- Elke Erb (1994)
- Walter Höllerer (1994)
- Adolf Endler und Brigitte Schreier-Endler (1996)
- Aldona Gustas (1997)
- Peter Wapnewski (1999)
- Manfred Bofinger, Horst-Dieter Klock (2002)
- Inge Deutschkron (2002)
- Klaus Wagenbach (2006)
- Antonius Jammers (2006)
- Dietger Pforte (2010)
- Maria Müller-Sommer (2012)
- Günther Rühle (2013)
- Britta Jürgs und Thomas Wohlfahrt (2021)
- Christoph Links (2023)